# Алтин-толобас (роман)
«Алтин-толобас» (рос. Алтын-толобас) — книга російського письменника та перекладача Бориса Акуніна видана у 2001 році з серії «Пригоди магістра».

## Сюжет
Магістр Ніколас Фандорін із «туманного Альбіону», відчувши поклик вітчизни не лише фібрами душі, а ще й унаслідок прочитання листа свого пращура до нащадків, відважується вирушити на пошуки легендарної Лібереї, так званої «бібліотеки Івана Грозного». Середньовіччя з тортурами та забобонами, романтика жорстких реалій на зламі тисячоліть зіштовхують молодого вченого віч-на-віч із чиновником і кілером, колишнім «благородним» злочинцем і відчайдушною журналісткою, радником британського посольства й одразу кількома службами безпеки.
Події сьогодення та давнини, тісно переплітаючись між собою, створюють химерний калейдоскоп такої насиченості, що до кінця роману читач перебуває в очікуванні все нових і нових відкриттів, останнє з яких іще попереду.

## Переклади українською
- Борис Акунін. Алтин-толобас. Переклад з російської: Віктор Бойко. — Харків: Фоліо, 2003. — 400 с. ISBN 966-03-2176-7